# Niviventer lepturus
Niviventer lepturus es una especie de roedor de la familia Muridae.

## Distribución geográfica
Se encuentra sólo en Java (Indonesia).  